# Brigue

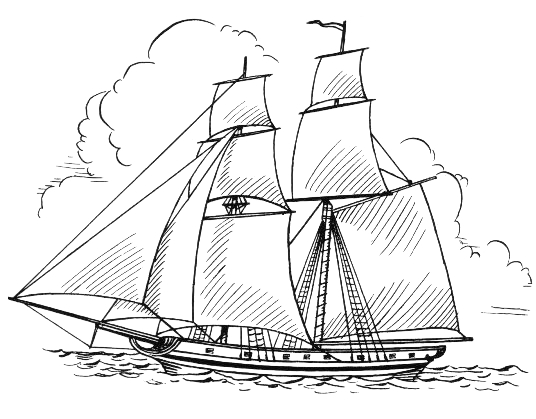
Brigue

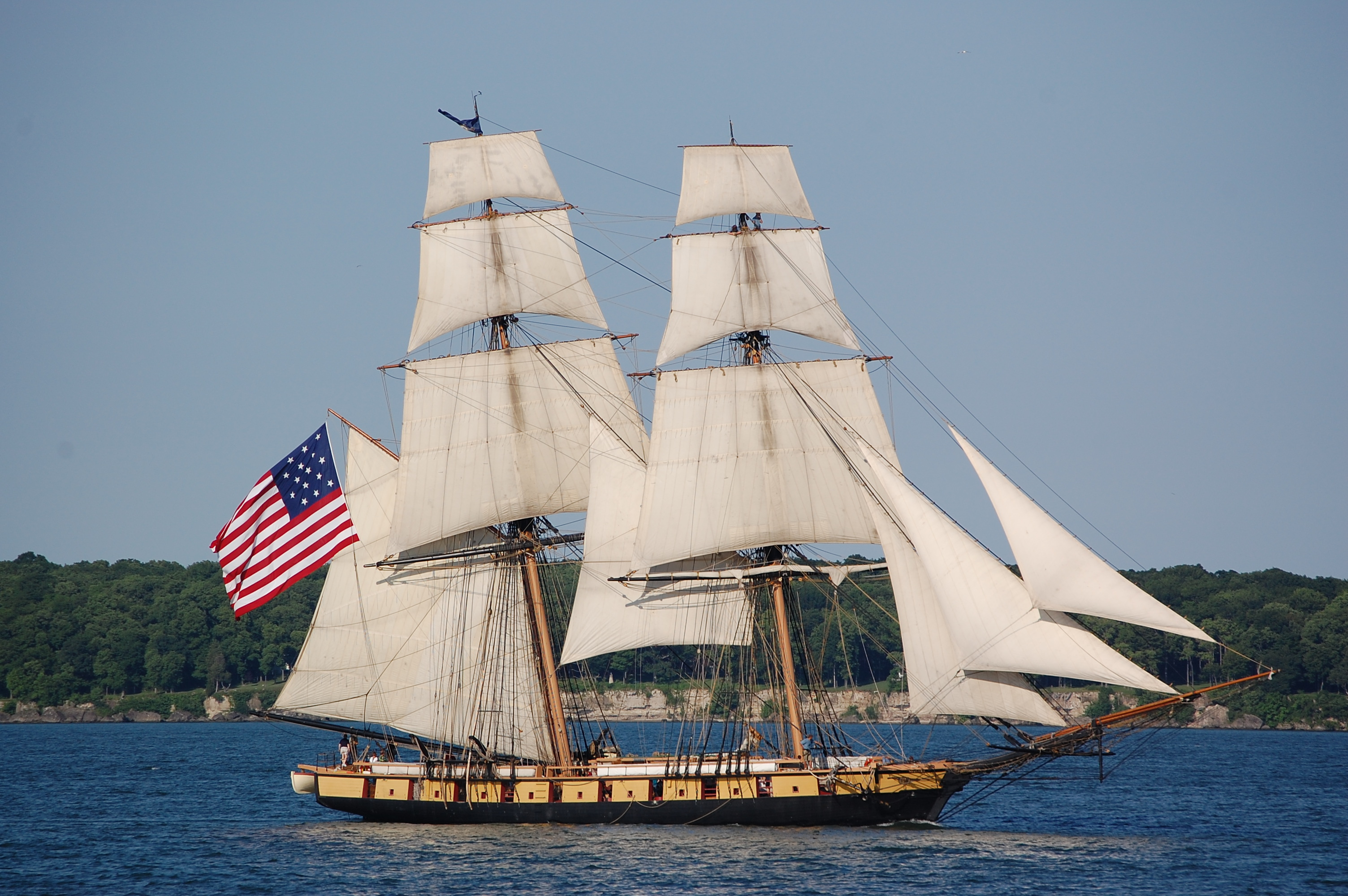
O Niagara.

Um brigue é um tipo de embarcação à vela, com dois mastros com velas quadradas transversais. Notabilizou-se nas Guerras da Independência dos Estados Unidos da América, tendo em média seis a dez canhões. Eram classificados segundo as suas características militares em "brigues do tipo fragata" os maiores, e "do tipo corveta" os menores. Em qualquer caso, dado o seu menor porte, o brigue dispunha usualmente de uma vantagem de velocidade face aos navios de linha, e até face às fragatas inglesas, o que lhe conferia a vantagem da iniciativa. No entanto, sobretudo com mar agitado, poderia ser mais lento que as fragatas longas, como as norte-americanas ou as francesas, o que limitava o seu emprego como corsário.